# Nie Jun
Dans ce nom, le nom de famille, Nie, précède le nom personnel.
Nie Jun (聂峻) est un manhuajia né le 5 juillet 1975 à Qingdao dans la Province du Shandong en Chine. Diplômé de l'Institut des beaux arts de Chine, il reçoit la médaille de platine du concours international AGFA des jeunes concepteurs en 2000. Il vit à Pékin et enseigne le dessin à l'université en parallèle de son travail d'auteur.

## Œuvres
- 2002 : Diu Diu (sa première histoire, trois volumes)
- 2006 - 2007 : My Street (non publié en Chine, trois volumes)
- 2010 : Zobo et les fleurs de vie : tome 1. Sakura
- 2016 : Les contes de la ruelle